# Boix de l'Església
El Boix de l'Església (Buxus sempervirens) és un arbre que es troba al municipi de Montseny (el Vallès Oriental), el qual és un dels boixos més grossos (tant de dimensions de tronc com de port) de tot Catalunya.

## Dades descriptives
- Perímetre del tronc a 1,30 m: 0,94 m.
- Perímetre de la base del tronc: 1,41 m.[1]
- Alçada: 6 m.
- Amplada de la capçada: 7,60 m.
- Altitud sobre el nivell del mar: 518 m.

## Entorn
Aquest boix comú es localitza al vell i bell jardí de l'església de Sant Julià, del poble de Montseny. Hi ha una gran diversitat de flora: entre els arbres, olivera, lledoner, presseguer, llorer, xiprer, Thuja, rebrots d'om i saüc; entre els arbusts, violer, aràlia, espernallac, roser de jardí, hortènsia, romaní prostrat, lilà, escalònia, lavanda, margarida del Cap, ram de núvia, viburn d'olor, esparreguera de jardí, hibisc, bruc de jardí, sàlvia de fulla petita; entre les plantes enfiladisses, passiflora, heura, fals gessamí i lligabosc japonès; quant a plantes i herbàcies, hortènsia d'hivern, espàrrec bord, gerani, lliri, pensament de jardí, tomaquera, tomaquera del diable, fonoll, Impatiens, vincapervinca, flor de nit i festuc alpina. A la zona hi habiten el pinsà, la merla, el pit-roig i l'estornell vulgar.

## Aspecte general
Gaudeix d'un estat de salut correcte. S'aprecia cert empobriment o esclarissada de brancatge, però sense necrosis o corcadures. Mostra un aspecte sa i vigorós. Aquesta espècie habitualment és arbustiva i té dimensions moderades, però en aquest cas té port arbori: es divideix en dues besses a 1,80 m de terra. És l'únic boix, de moment, declarat monumental a Catalunya (l'any 1990).

## Curiositats
L'any 1970 cridà l'atenció del botànic Pius Font i Quer que el volgué traslladar al pati de la Universitat de Barcelona. Finalment, però, no fou mogut.

## Accés
Des de Santa Maria de Palautordera agafem la carretera BV-5301, que duu al poble del Montseny (punt quilomètric 13,5). Accedim al poble i aparquem. L'església la veurem en entrar a la vila. GPS 31T 0449701 4623230.